# Kanał Dorello
Kanał Dorello (Dorellego) – wąski kanał leżący na wewnętrznej powierzchni podstawy czaszki. Występuje niestale. Znajduje się on pomiędzy szczytem piramidy kości skroniowej a więzadłem skalisto-klinowym (więzadło Grubera).  Według innych autorów stok stanowi jego tylno-przyśrodkową granicę, a kanał położony jest poniżej więzadła Grubera.  Wewnątrz kanału biegnie nerw odwodzący oraz niekiedy zatoka skalista dolna. Ze względu na bliskość kanału Dorello i piramidy kości skroniowej nerw odwodzący może ulec porażeniu w przypadku zajęcia procesem zapalnym piramidy kości skroniowej (zespół Gradenigo). Ścisłe unieruchomienie nerwu odwodzącego w kanale Dorello przez łącznotkankowe więzadła powoduje, że jest on bardziej podatny na porażenie w przypadku podwyższenia ciśnienia sródczaszkowego.
Kanał Dorello opisany został po raz pierwszy przez Wenzela Grubera w 1859 roku. Dalsze badania nad jego budową i funkcją prowadził Primo Dorello, który jako pierwszy zwrócił uwagę na powiązanie pomiędzy porażeniem nerwu odwodzącego a zmianami zapalnymi w uchu środkowym i piramidzie kości skroniowej.

## Piśmiennictwo
- Ryszard Aleksandrowicz, Bogdan Ciszek: Anatomia kliniczna głowy i szyi. Warszawa: Wydawnictwo Lekarskie PZWL, 2007. ISBN 978-83-200-3243-7. Brak numerów stron w książce

Przeczytaj ostrzeżenie dotyczące informacji medycznych i pokrewnych zamieszczonych w Wikipedii.